# انجمن اژدهای سیاه
انجمن اژدهای سیاه، کوکوریوکائی (به ژاپنی: 黒竜会, kokuryūkai) که همچنین به نام انجمن رود آمور نامیده می‌شود، یک گروه برجسته نظامی‌نما ،و  ملی‌گرایی افراطی در ژاپن بود.